# 성장 단지 우주
시간의 성장 단지 우주 (또는 성장 단지 관점) 이론에 따르면, 과거와 현재는 존재하고 미래는 존재하지 않는다. 현재는 움직이는 조명과 비교되는 객관적 속성이다. 세계는 많은 시간의 경과에 의해 존재하게 된다; 따라서, 단지 우주가 성장할 수 있다고 한다. 단지의 성장은 시공간이 계속 존재해 오고 있는, 시공간의 매우 얇은 조각, 현재에서 일어날 것이다.

## 같이 보기
- 현재주의
- 영원주의
- 영원 (철학)
- 시간과 공간의 철학
- 유사한 개념 제안, 시간과의 실험